# Carlos García-Alix
Carlos García-Alix (León, 1957) es un escritor, pintor y cineasta español afincado en Madrid. En 2004 creó junto a su hermano Alberto García-Alix y el también fotógrafo Nicolás Combarro la productora “No hay penas”.
Ha desarrollado una paralela tarea de recopilación documental centrándose en la década de 1930 en España, que se refleja tanto en su pintura y obra gráfica como en la literaria y cinematográfica, y que ha denominado “novela pintada”, un proyecto que ha puesto en escena en obras como el libro Madrid-Moscú (ganador del segundo premio al Libro de Arte Mejor Editado del Ministerio de Cultura en 2003), o el lienzo Regreso a casa (1999). Destaca su novela y luego largometraje-documental titulado El honor de las injurias (2007), dedicados al llamado “Doctor Muñiz”, pistolero de CNT durante la guerra civil española, obra premiada en la Semana Internacional de Cine de Valladolid en 2007.
Tiene obra en el Museo Patio Herreriano de Arte Contemporáneo Español de Valladolid, la Colección Testimonio de La Caixa, el Museo Municipal de Arte Contemporáneo de Madrid, la Colección Laboratorios Salvat de Barcelona, el Museo Centro de Arte Faro de Cabo Mayor de Santander etc. Ha colaborado en publicaciones como Canto de la Tripulación, El Europeo, Refractor, El Gato Encerrado o LARS Cultura y Ciudad.